# Галерея Артура М. Саклера
Галерея Артура М. Саклера (англ. Arthur M. Sackler Gallery) — галерея азиатского искусства в Смитсоновском художественном музее в Вашингтоне, округ Колумбия. Галерея М. Саклера и Художественная галерея Фрир совместно образовали Смитсоновские национальные галереи азиатского искусства в Соединенных Штатах. Располагается на южной стороне Национального Молла и физически соединена с Художественной галереей Фрир. Большая часть галереи (96 %) находится под садом Энида А. Хаупта.
Одна из самых крупных в стране азиатских библиотек по исследованию искусства расположена в галереях М. Саклера и Художественной галерее Фрир.
Галерея основана в 1982 году и названа в честь Артура М. Саклера.
Артур Митчелл Саклер (американский психиатр и маркетолог фармацевтических препаратов, который собрал самую большую коллекцию китайского искусства в мире) пожертвовал около 1000 предметов и 4 миллионов долларов на строительство галереи.

## История возникновения
В 1979 году премьер-министр Японии Масаеши Шира посетил Художественную галерею Фрир. Целью визита было пожертвование Японией Смитсоновскому институту 1 миллиона долларов на помощь в создании пристройки к галерее Фрир для демонстрации азиатского искусства. Также 6 июня 1979 года Смитсоновский институт подавал запрос на строительство четырёхугольного комплекса музеев африканского и азиатского искусства и Сенат США его одобрил. Однако позже, в июне 1980 года, Смитсоновский институт исключил проект из своих планов. Через год, 23 декабря 1981 года, проект возобновился, когда Конгресс утвердил 960 000 долларов США для нового объекта.
Артур М. Саклер в 1982 году сделал подарок Смитсоновскому институту — около 1000 азиатских произведений искусства и предметов, оценённых в 50 миллионов долларов. Также Саклер выделил 4 миллиона долларов на строительство комплекса для размещения подаренных объектов. В честь Артура М. Саклера и была названа галерея. 22 июня 1982 года началось строительство четырёхугольного комплекса. В октябре того же года дополнительно были выделены 36,5 миллионов долларов. Майло Бич был объявлен научным руководителем галереи Саклера.
28 сентября 1987 года состоялось открытие галереи. Однако Артура М. Саклер умер за четыре месяца до открытия.
В честь открытия четырёхугольного комплекса мэр Вашингтона, округ Колумбия, Мэрион Барри объявил этот день «Днём Смитсоновского института».
В ноябре 1988 года Майло Бич стал директором галереи Артура М.Саклера и Художественной галереи Фрир.
В марте 2002 года Джулиан Раби был назначен директором объединённых галерей.
В 2006 году Дж. Кит Уилсон стал помощником директора и куратором китайского искусства.

## Уникальность
Четырёхугольный комплекс (Национальный музей африканского искусства и Центр С. Диллона Рипли; Художественная галерея Фрир и Галерея Артура М. Саклера) был построен с целью соединения нескольких различных подземных зданий. Галереи Саклера и Фрир соединены тоннелем, который строился с 1987 года по 1989 год. Комплекс был спроектирован Жаном Полом Карлианом. Единый дизайн с находящимися рядом зданиями (Смитсоновский замок, Здание искусств и промышленности, Галерея искусств Фрир) определяет использование розового и серого гранита, как представителя цвета этих зданий.
Галерея украшена исламскими узорами.
Уникальность комплекса заключается в том, что 96 % пространства находится под землей с викторианским садом Энида А. Хаупта на крыше. Для входа в здание галереи используется павильон, который находится в саду. Также внутри галереи с первого по третий этаж располагается фонтан в виде алмаза.

## Выставки
Галерея Артура М. Саклера проводит выставки посвящённые азиатскому искусству и культуре.
После реконструкции, в 1992 году открылись две выставки, на которых были представлены предметы постоянной и частной коллекций: «Металлоконструкции и керамика из древнего Ирана» и «Скульптура буддизма и джайна из Южной Азии».
В 1993 году посетителям представлены 30 работ 30 японских художников на выставке «Современный фарфор из Японии». Все работы подарены Японским фондом.
В 1994 году впервые состоялась выставка корейского искусства «Искусство Кореи восемнадцатого века: великолепие и простота». В этом же году прошла демонстрация научных исследований на выставке «Охота на Великих Моголов», на которой были представлены исследования приобретенных картин Империи Великих Моголов. Выставка этого же года «Производитель корзины из сельской Японии» продемонстрировала работы Хиросимы Казоу, в большем количестве взятых напрокат в Национальном музее естественной истории.
В 1996 году галерея Саклер выставляла древнейшие скульптуры из Западной Азии. Скульптуры, найденные в 1974 году за пределами Аммана, Иордания, были отправлены в Вашингтон, округ Колумбия, для дальнейшего исследования и консервации. Выставка под названием «Сохранение древних статуй из Иордании» демонстрировала 8 экспонатов, датируемых 6500—7000 гг. до н. э.
В 1997 году экспонировалась рукопись «Могила Падшахнама», которая принадлежит британской королевской семье.
В начале 2011 года выставлялась эпическая поэма «Шахнаме» на выставке под названием «Шахнаме: 1000 лет персидской Книги царей».
Осенью 2011 года состоялась выставка, посвященная коллекции фотографий вдовствующей императрицы Цыси. Данная коллекция была приобретена Смитсоновским институтом в 1944 году и состояла из 36 фотопластин.
Галерея Артура М. Саклера имеет несколько сменяющих друг друга выставок:
- Американец в Лондоне: Уистлер и Темза, выставка, демонстрирующая работы американского художника Джеймса Мак-Нейл Уистлера (открытие 3 мая 2014 года).
- Чигуза и искусство чая (открытие 22 февраля 2014 года).
- Kiyochika: Master of the Night, выставка, демонстрирующая японского художника Кобаяси Киёчика (открытие 29 марта 2014 года).
- Йога: искусство трансформации (открытие 26 января 2014 года)[27].

Весь список прошедших, текущих и будущих выставок можно найти на сайте галереи Артура М. Саклера.

## Другие коллекции
- Коллекция, с которой началось существование галереи, состояла из приблизительно 1000 предметов, была подарена галереи Артуром М. Саклером в 1987 году. Коллекция Саклера состоит из древних и современных произведений: ближневосточные металлоконструкции и керамика, китайский нефрит и бронзовые изделия, китайские лакированные изделия и картины, скульптуры из Южной и Юго-Восточной Азии.
- Кроме подаренных Артуром М. Саклером предметов искусства, галерея имеет и другие коллекции, которые включают китайские, индийские, корейские и японские картины, современную керамику из Китая, японские гравюры XIX и XX веков, современную японскую глиняную посуду и многое другие из сферы азиатского искусства[7].
- Одну из лучших коллекций персидских книг и исламских картин и рукописей Артур М. Саклер приобрёл в 1986 году. Коллекция под названием Vever была собрана ювелиром Анри Вевером в период с 1900 по 1943 года[29].

## Программы галереи
Совместно с Художественной галереей Фрир и Столичным центром дальневосточных исследований в Киото Артур М. Саклер создал Премию Симада, которая раз в два года награждает стипендиатов восточноазиатского искусства суммой в 10000 долларов.
В 2011 году галерее Артура М. Саклера и Художественной галерее Фрир было сделано крупное пожертвование Джахангиром  Амузегаром. Подарок создал два фонда: один для ежегодного празднования персидского праздника Навруз, а другой для создания коллекции и празднования современного иранского искусства. Это был самый большой персидский подарок галерее Артура М. Саклера и Художественной галерее Фрир и одно из крупнейших азиатских художественных пожертвований, когда-либо сделанных Смитсоновскому институту.